# Zbrodnia w Borownicy
Zbrodnia w Borownicy – zbiorowe zabójstwo ponad 60 Polaków połączone z podpalaniem budynków i grabieżą mienia, dokonane 20 kwietnia 1945 roku we wsi Borownica położonej w byłym powiecie dobromilskim województwa lwowskiego, przez oddziały tzw. Samoobronych Kuszczowych Widdiłów (SKW).

## Tło zbrodni
Borownica była wsią z przewagą ludności polskiej nad ukraińską (766 Polaków i 42 Ukraińców w 1944 roku). Dodatkowo we wsi przebywali uchodźcy z rzezi wołyńskiej i czystki etnicznej w Małopolsce Wschodniej. 12 lipca 1944 roku na miejscowej plebanii dwóch Ukraińców zastrzeliło wikarego ks. Józefa Kopcia. 2 lutego 1945 roku sprawcy określani przez Artura Brożyniaka jako banderowcy zabili na drodze do Dynowa czterech mężczyzn, mieszkańców Borownicy.
Nasilający się konflikt polsko-ukraiński na terenach Podkarpacia doprowadził do przeniesienia siedziby gminy z Żohatyna do Borownicy. We wsi znajdował się posterunek Milicji Obywatelskiej, w którym zastępcą dowódcy był były partyzant AL Jan Kotwicki ps. „Ślepy” oraz samoobrona, według ocen ukraińskich licząca około 80 ludzi. Grupa Kotwickiego zwalczała ukraińskie podziemie i była przez nie oskarżana o przeprowadzanie napadów rabunkowych i morderstw ukraińskiej ludności cywilnej.
Na odprawie w okolicach Posady Rybotyckiej w dniach 13–15 kwietnia 1945 roku miejscowe kierownictwo OUN podjęło decyzję o zniszczeniu Borownicy, a także Dylągowej. O ataku na Borownicę zadecydowało położenie wsi na trasie przemarszów oddziałów UPA oraz to, że była siedzibą polskiej administracji. 17 kwietnia wyznaczeni na dowódców atakującej grupy Mychajło Duda „Hromenko” i Stepan Stebelski „Chrin” ustalili szczegółowy plan ataku, który miał nastąpić o godz. 3 w nocy z 19 na 20 kwietnia. Borownicę miały zaatakować oddziały Samoobronnych Kuszczowych Widdiłów i „oddziałów ochronnych” w sile 230 ludzi.

## Przebieg zbrodni
Atak na Borownicę rozpoczął się z opóźnieniem około godziny 4. Po sygnale rakiety wystrzelonej przez „Hromenkę”, grupa dowodzona przez „Chrina” ostrzelała przysiółek Czarny Potok z karabinów maszynowych i granatników. Od amunicji zapalającej ogniem zajęły się domy. Nacierający Ukraińcy zdobyli stanowiska polskich wartowników na skraju lasu, następnie cały przysiółek, łamiąc stawiany w niektórych miejscach opór samoobrony. Jeden z domów, którego mieszkańcy stawili szczególny opór, został spalony wraz z obrońcami. Ludność cywilna rzuciła się do ucieczki do lasu, do uciekających strzelano.
Widząc atak grupy „Chrina” „Hromenko” dał rozkaz do ataku swojej grupie, której celem był przysiółek Czechy i okolice kościoła. Kościół stojący na górce był miejscem prowadzenia ognia przez samoobronę i schronieniem dla ludności, która napływała z zaatakowanych miejsc. Atakujący banderowcy nie zdołali go zdobyć, jak i prawdopodobnie plebanii. Obrońców kościoła związano ogniem, a w tym czasie napastnicy podpalali zabudowania i wyłapywali Polaków, którzy uciekli do lasu. Kilkudziesięciu Polakom, których złapano, oświadczono, że jest to odwet za ataki na Ukraińców, w tym za zbrodnię w Pawłokomie. Z rozkazu „Hromenki” mężczyzn oddzielono od kobiet i dzieci i rozstrzelano.
Zdaniem A. Brożyniaka podczas napadu napastnicy z reguły oszczędzali złapane kobiety i dzieci, a zabijali mężczyzn, jednak na liście ofiar znajduje się 17 kobiet i 9 dzieci. Ginęły one od strzałów na oślep i granatów, które wrzucano do piwnic, gdzie ukrywali się Polacy. W sumie historycy oceniają liczbę ofiar ataku na Borownicę na ponad 60 zabitych. Z wyjątkiem 10 zagród spalono wszystkie zabudowania w Czarnym Potoku i Zmuliskach; ocalała Górna Borownica, której nie atakowano.
Około godziny 6. oddział „Chrina” wycofał się z niewiadomych powodów; pół godziny później uczynił to także oddział „Hromenki”. W trakcie walki straciły one 6 zabitych i 1 śmiertelnie rannego oraz 5–8 lżej rannych.

## Po zbrodni
Po zbrodni Polacy pozostali przy życiu zebrali się przy kościele. Na plebanii udzielano pomocy rannym. Do Birczy wysłano gońców z wezwaniem pomocy, która nadeszła następnego dnia. Kilkudziesięciu milicjantów ewakuowało ocalałych Polaków do Birczy.
Część zabitych pochowano obok kościoła, niektórych rodziny pochowały w indywidualnych grobach. Pewna część ofiar zbrodni w ogóle nie została pochowana. „Chrin” wspominał o fetorze rozkładających się ciał w lesie borownickim latem 1945 roku.
Polacy powrócili do Borownicy w 1947 roku i odbudowali wieś.
14 czerwca 1996 na miejscu zbrodni postawiono pomnik.